# Jioji Konrote
Jioji Konousi "George" Konrote (n. 26 decembrie 1947, Rotuma Island⁠(d), Rotuma⁠(d), Fiji) este un politician fijian, general-maior în retragere în armata Republicii Fiji și este președintele statului din 2015. După ce a comandat o misiune de menținere a păcii în Liban, Konrote a ocupat funcția de înalt comisar al Fijiilor în Australia din 2001 până în 2006, apoi a fost ministru de stat pentru imigrări pentru scurt timp în 2006 și de ministru pentru oportunități de muncă, productivitate și relații industriale din 2014 până în 2015. Este primul președinte aparținând de Biserica Adventistă de Ziua a Șaptea ales de parlament, deoarece președinții anteriori au fost aleși de Marele Consiliu al Căpeteniilor.

## Viața timpurie și cariera militară
Konrote este originar din insula Rotuma. Zilele sale de elev la Liceul Natabua din Lautoka, Fiji, sunt descrise în cartea premiată despre Fiji Kava in the Blood scrisă de Peter Thomson.
Soldat de carieră, Konrote s-a înscris în FMRF în 1966 și s-a antrenat cu forțele de apărare din Noua Zeelandă și Australia, studiind la instituții precum Colegiul Australian de Apărare și Studii Strategice și Academia Australiană a Forțelor de Apărare din Canberra, Australia, și Kennedy School of Government la Universitatea Harvard în 2000.
A avansat în grad în armată comandând batalioane de soldați fijieni în eforturile lor de menținere a păcii în Liban în timpul campaniei UNIFIL și a fost numit ulterior comandant adjunct al Forței pentru operațiunea UNIFIL, iar în final secretar-general adjunct comandant al forțelor ONU în Liban. În semn de recunoaștere a contribuțiilor sale în aceste domenii, Konrote a primit medalia de pace UNIFIL (1978), Crucea militară (Marea Britanie, 1982), Ordinul de merit (Italia, 1997), Ordinul Cedrului (Liban, 1999) și a fost făcut ofițer al ordinului Fiji (divizia militară) în 1997.

## Cariera politică și diplomatică
Din 2001 până în 2006, Konrote a ocupat funcția de Înalt Comisar al Fijiilor în Australia. După numirea sa, echivalentă cu cea de ambasador, care a expirat la sfârșitul lunii martie 2006, a fost ales să reprezinte Circumscripția comunală Rotuman în alegerile din 2006, iar ulterior a fost numit ministru de stat pentru imigrație în cabinetul lui Laisenia Qarase. Rolul său în această funcție s-a încheiat brusc când guvernul a fost înlăturat în urma unei lovituri de stat militare condusă de comandantul Frank Bainimarama la 5 decembrie 2006.
În ciuda faptului că a făcut parte din guvernul Qarase, Konrote a devenit candidat pentru partidul lui Bainimarama, FijiFirst, la alegerile din 2014, obținând 1.585 de voturi. Ulterior, a fost numit ministru pentru oportunități de muncă, productivitate și relații industriale în septembrie 2014.
La 12 octombrie 2015, Konrote și-a dat demisia din Parlament după ce a fost ales președinte al Republicii Fiji. A depus jurămțntul la 12 noiembrie 2015.